# Brug 923
Brug 923 is een relatief klein bouwkundig kunstwerk in Amsterdam-Noord.
De voetbruggetje is gelegen over een watergang die door de wijk Banne Noord loopt. Het watertje zorgt voor afvoer van overtollig regenwater dat eventueel in de wijk valt. Het slootje wordt aan weerszijden begeleid door een groenstrook, die tussen de twee woonblokken loopt. Tussen die woonblokken loopt ook de drukke verbindingsroute Westerlengte met busverkeer etc, Om voetgangers bij de weg vandaan te houden werd het voetbruggetje 923 neergelegd.
Het is één van de kleinste ontwerpen van architect Dirk Sterenberg van de Dienst der Publieke Werken, wiens werk veelvuldig te vinden is in Banne Noord met als sluitstuk zijn monumentale brug 970. Die brug heeft een zeer opvallende kleurstelling en constructie, die voor brug 919 niet is weggelegd. Ze bestaat uit twee houten liggers over het water met daarop houten loopdek (planken), houten balustraden en leuningen. Sterenberg had onder brug 923 nog een ander kunstwerk ontworpen; een voetgangerstunneltje voor het Spinakerhof; of die ooit gebouwd is onbekend.
<<< · 900 · 901 · 904 · 905 · 906 · 907 · 908 · 909 · 912 · 913 · 914 · 915 · 916 · 917 · 918 · 919 · 920 · 923 · 924 · 930 · 932 · 933 · 934 · 935 · 936 · 937 · 939 · 943 · 944 · 945 · 946 · 947 · 948 · 949 · 950 · 951 · 952 · 953 · 954 · 956 · 957 · 958 · 959 · 960 · 961 · 962 · 963 · 964 · 965 · 966 · 967 · 968 · 970 · 971 · 972 · 973 · 974 · 975 · 978 · 979 ·  980 · 981 · 984 · 985 · 986 · 987 · 988 · 989 · 990 · 991 · 992 · 993 · 994 · 995 · 996 · 997 · 998 · 999 · >>>
Brugnummers  902, 903, 910, 911, 920, 921, 922, 925, 926, 927, 928, 929, 931, 937, 938, 940, 941, 942, 955, 969, 976, 977, 982, 983 zijn niet (meer) vergeven.